# Villers-en-Argonne
Villers-en-Argonne is een dorp en een gemeente in de landstreek Argonne in het Franse departement Marne (regio Grand Est) en telt 234 inwoners (1999). De plaats maakt deel uit van het arrondissement Châlons-en-Champagne. Dit is ook het dichtstbijzijnde stadje, op ca. 9 km afstand. Villers-en-Argonne is het enige dorp in de gemeente.

Het centrum bestaat uit de tegenover elkaar gelegen kerk en het stadhuis, beiden aan de doorgaande weg D63. Van een dorpspleintje is geen sprake. De 15e-eeuwse kerk (Notre Dame de Villers-en-Argonne) is een historisch monument. Een ander opmerkelijk gebouw is het kasteel, eigenlijk meer een groot landhuis, uit de 16e-18e eeuw. Het behoorde vroeger toe aan de familie van de Frans/Duitse schrijver en ontdekkingsreiziger Adelbert von Chamisso. Het ligt enigszins verscholen in een landgoed aan de westzijde van het dorp; het is privé bewoond en niet voor publiek toegankelijk. Wel liggen op het landgoed twee vakantie-appartementen.
Villers-en-Argonne was vroeger aangesloten op het spoorlijntje van Amagne-Lucquy naar Revigny-sur-Ornain. Deze lijn werd tussen 1873 en 1882 in drie delen in gebruik genomen. Villers werd aangesloten in 1882. De lijn verbond Villers met o.m. Sainte-Menehould en Vouziers. De lijn werd opgeheven voor personenvervoer in 1969 en voor goederenvervoer in 1971. De rails zijn verdwenen; wel staat het voormalige stationnetje er nog, halverwege Villers en Braux-Saint-Remy.

## Demografie
Het aantal inwoners van Villers is de afgelopen 50 jaar redelijk constant geweest, rond de 220-230 inwoners, met een dieptepunt van 212 in 1975 en een hoogtepunt van 244 in 1990. Dit aantal is evenwel zo klein dat er in het dorp geen faciliteiten meer zijn: geen winkel, benzinestation, café-restaurant o.i.d. Er komt elke ochtend een rijdende bakker, die vanuit een bestelauto brood verkoopt.

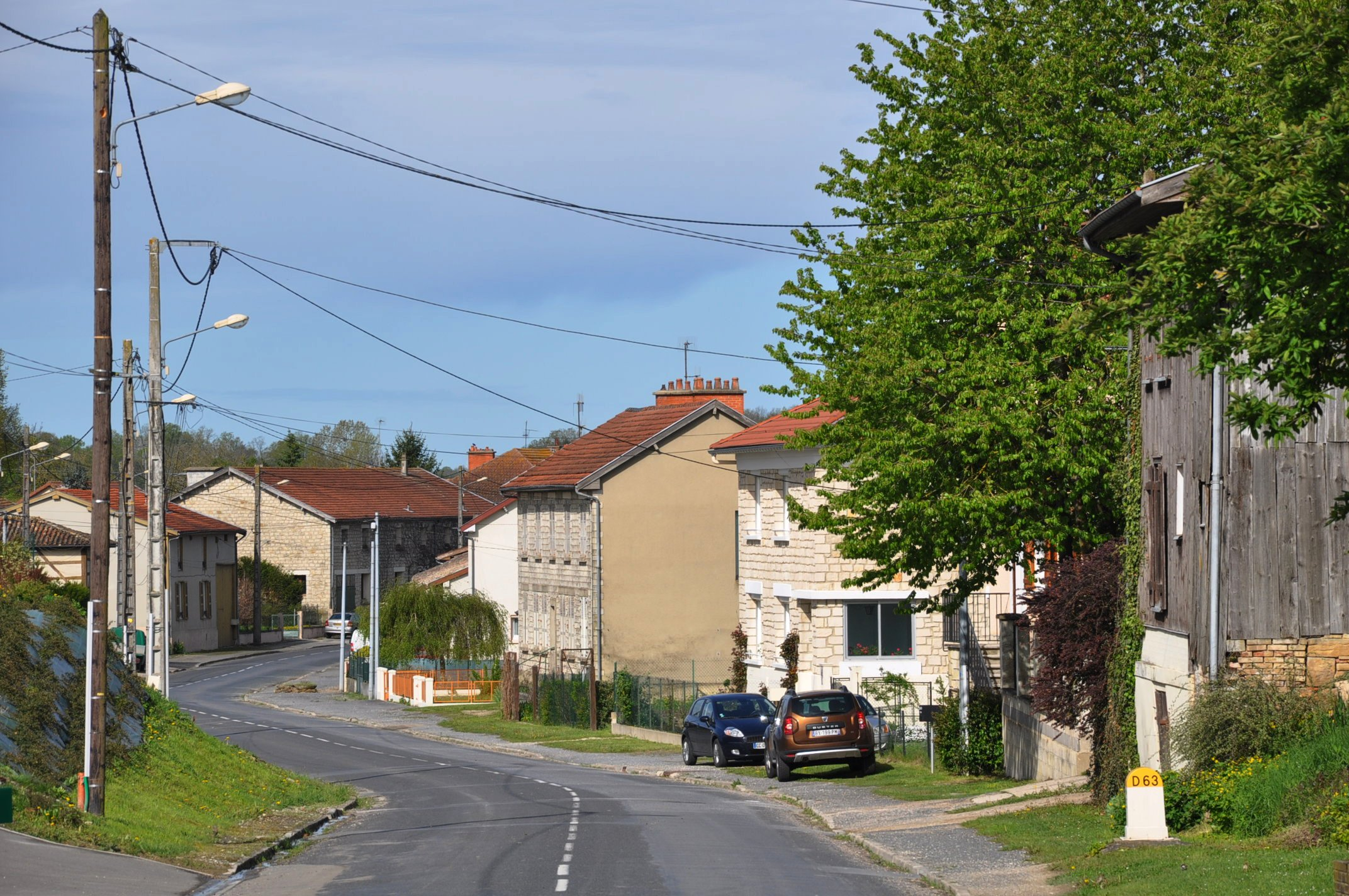
Hoofdweg door het dorp
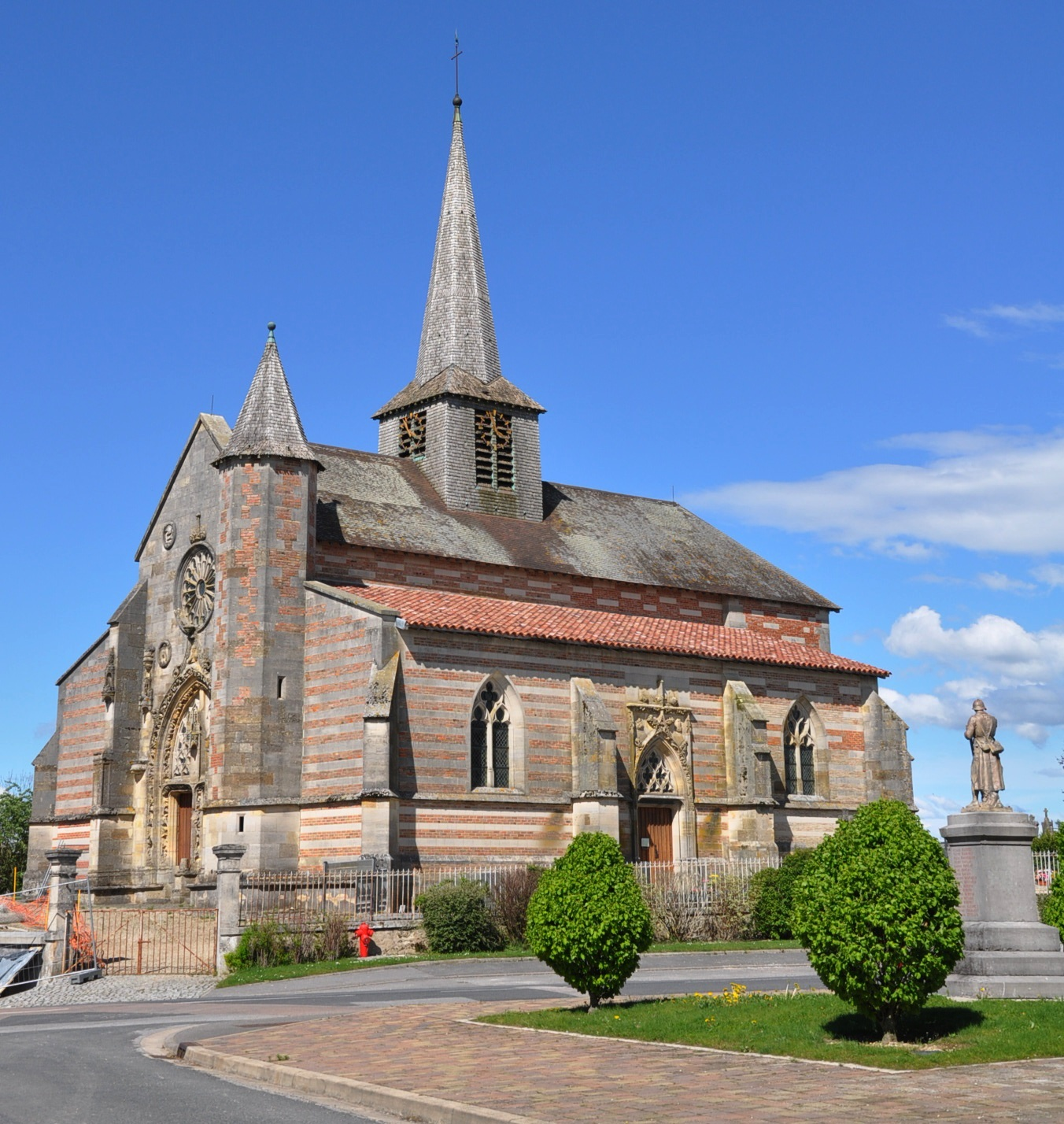
Notre Dame de Villers-en-Argonne
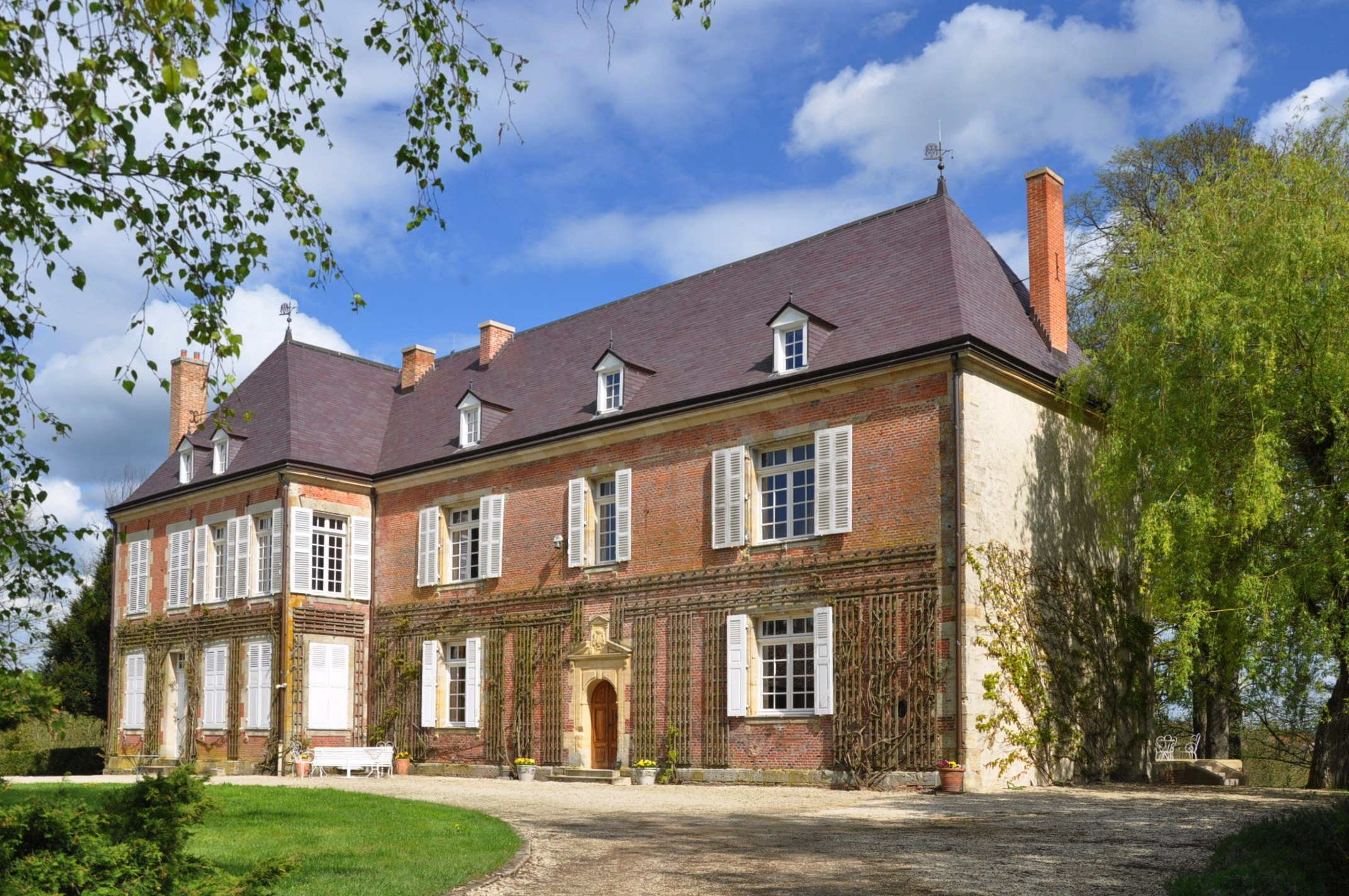
Het château van Villers
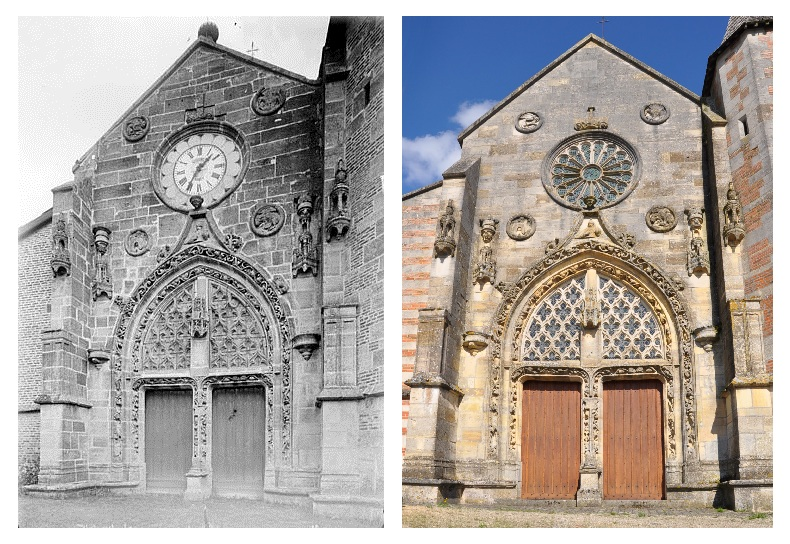
Voorportaal van de kerk in 1915 en 2012